# 免疫学的検定
免疫学的検定（めんえきがくてきけんてい、英: immunoassay）は、抗原或いは抗体の反応を利用して血清や尿のような生物学的液体の中に含まれる物質の濃度を測定する生化学的試験である。免疫学的測定、イムノアッセイとよばれることもある。

## 歴史
1950年代にインスリンの測定を目的として放射免疫測定(RIA)が使用された経緯があったが、放射性同位体を扱うので設備の設置や管理に関する制約が厳しく普及を妨げる一因となっていた。その後、酵素を標識として使用する手法が考案され、普及するようになった。2000年代には表面プラズモン共鳴を応用する研究も進められる。以前は設備の整った実験室がなければ検定が不可能であったものの、特定の抗原に対する標識の開発の増加、技術開発に伴い、抗原抗体反応を応用した妊娠検査薬のように個人でも迅速に検定できる製品が増えつつある。

## 検定の原理
抗体が抗原抗体反応により、試料溶液(検体)に含まれる特定の分子(抗原)を認識して結合する事象を利用する。逆に試料溶液に含まれる抗体の存在を検出する目的で抗原を使用する場合もある。免疫検定法において結合した分子を呈色、蛍光、化学発光等を応用することにより検出、可視化する。様々な標識(ラベル)が免疫検定には使用されており、当初は放射性同位体が使用されていたが、前述の理由により普及を妨げる要因であったので酵素や他の化学物質を利用する手法が普及した。特定のウイルスや細菌や毒素等の検出にはそれぞれに応じた固有の標識が必要なためそれらに応じて適切な標識を用意する必要がある。

## 検出限界
検出限界を下げる努力が長年にわたり続けられてきた。放射性同位体を使用する手法は高感度ではあるものの、前述の理由により普及には至らなかったが、酵素を利用して蛍光色素や化学発光やハロゲン化銀(銀塩)による増幅等が試みられており普及しつつある。発光を利用して検定する場合には高感度の冷却CCDカメラが使用される場合もある。蛍光や発光のように抗体抗原反応を光子によって検定する手法はノイズが他の手法よりも相対的に少なく、高感度化しやすいので用いられる。

## 使用される抗原・抗体
単クローン抗体は特定の分子の単一の抗原決定基にのみ結合する性質をもつので、この性質により、その他の物質の存在で結果を混乱させられることが極めて少なく、特異性の高い正確な試験を実施することができる。選ばれた抗体は抗原に対する高い親和性を持っており、もし抗原が存在するなら、極めて高い割合の抗原が抗体と結合する。
免疫学的検定では、抗原または抗体のいずれの存在も測定することができる。たとえば、感染症を検出する場合にはその病原体に対する抗体の存在が測定される。インスリンのようなホルモンの測定のためには、インスリンは抗原としてふるまう。

## 定量的試験
数値的な結果のために、液体の反応は既知の濃度の標準と比較されることで測定される。これは通常、グラフ上に標準曲線を描いて行われ、未知の物質が標準曲線上のどの位置で反応を示すのかを調べることにより、その物質の定量を行うことができる。
抗原または抗体の定量は様々な方法でなされる。その中でももっとも一般的な方法は、抗原または抗体のいずれかを標識することである。標識物には酵素（酵素標識免疫学的検定法 (Enzyme Immunoassay, EIA法) 、ヨウ素125(125I)放射免疫測定 (Radioimmunoassay, RIA) で用いるような放射性同位元素あるいは蛍光化合物が用いられる。その他には凝集法、比濁法、混濁度測定法、ウエスタンブロット法がある。

## 競合的検定と非競合的検定
免疫学的検定法は競合的にも、非競合的にも行うことができ、均質な対象にも不均質な対象についても行うことができる。
競合的免疫検定法では、未知の試料中の抗原が抗体と結合する時に、標識された抗原と競合する。抗体と結合する標識抗原の量が測定される。この方法では未知の試料中の抗原濃度とは逆転した比率で反応する。すなわち、未知の試料中の抗原量が少なければ標識抗原とはあまり競合しないので、検出される標識抗原量が多く、強く反応を示すことになる。
非競合的免疫検定法はサンドイッチ法とも呼ばれているように、未知の試料中の抗原が抗体と結合し、さらに標識された抗体が抗原に結合する方法である。抗原に結合した標識抗体量が測定される。競合的免疫検定法とは異なり、非競合的免疫検定法は抗原の量と反応が直に比例する。これはすなわち未知の試料中に抗原が存在しなければ標識抗体も結合せず検出されないからである。

## 種類

### 競合、非競合による分類
競合的検定
- 放射免疫測定 (RIA)
- 酵素抗体法 (EIA)
- 時間分解蛍光免疫測定法 (TR-FIA)
- 蛍光免疫測定法 (FIA)
- ラテックス凝集免疫比濁法 (LIA)

非競合的検定
- 免疫放射定量法 (IRMA)
- 酵素結合免疫吸着測定法 (ELISA)
- 時間分解免疫蛍光測定法 (TR-IFMA)
- 免疫蛍光測定法 (IFMA)
- 免疫発光量分析法 (ILMA)

### 標識(ラベル)による分類
- 磁気免疫測定法
- 酵素抗体法
- 非標識免疫測定法
- ナノ粒子免疫測定法
- 電気化学発光免疫測定法（ECLIA）
- 蛍光免疫測定法（FIA法）

### その他
- 免疫比濁法 (TIA)
- 混濁度測定法
- 偏光蛍光解消法
- 補体結合反応
- 表面プラズモン共鳴法
- 赤血球凝集反応（クームス試験）
- ラテックス凝集反応
- オクタロニー法
- ウエスタンブロット法

## 応用
免疫学的検定は、ヒト免疫不全ウイルス感染症やその他の様々な感染症の診断において特に重要な役割を担っている。

### 翻訳元
en:Immunoassay